# Bröder emellan
Bröder emellan är en svensk komedifilm från 1946 i regi av Börje Larsson.

## Handling
Peter återvänder hem från Amerika och söker upp sin broder Patrik. Bröderna är mycket lika och det leder till förvecklingar.

## Om filmen
Filmen spelades in i januari och februari 1946 i Stockholm och hade premiär den 18 november 1946. Den har även visats på SVT.
Det är oklart vem som döljer sig bakom manusförfattarens pseudonym Harry K. Verts. Namnet användes av Eric Roos i Stim-sammanhang, men det finns uppgifter på att pseudonymen även användes av Robert Wahlberg i filmsammanhang.

## Rollista
- Max Hansen - Patrik Brodd, konsul/Peter Brodd, Patriks tvillingbror
- Marianne Aminoff - Ingeborg Brodd, Patriks fru
- Vibeke Falk - Birgit Sande
- Hilda Borgström - Karin, Patriks hushållerska
- Åke Grönberg - Bengtsson, Patriks chaufför
- John Botvid - Alfred, portvakt på Privata sjukhemmet
- Einar Axelsson - bankdirektör Fagerholm
- Julia Cæsar - Emma, Alfreds fru
- Arthur Fischer - advokat Perlman
- Emy Hagman - Viola, Patriks hembiträde
- David Erikson - doktor Brundin
- Maj-Lis Lüning - syster Elsa, sköterska på Privata sjukhemmet
- Ragnar Widestedt - kontorschefen
- Inga-Bodil Vetterlund - Patriks sekreterare

### Ej krediterade
- Mimi Pollak - Viveka Sande, Birgits faster
- Helga Brofeldt - städerskan hos Viveka Sande
- Alli Halling - Valborg Fagerholm, bankdirektör Fagerholms fru
- Gerda Björne - gäst på Brodds bjudning
- Stig Johanson - taxichauffören
- Birgit Linder - nattsköterskan
- Inga-Lill Åhström - syster Anna, sköterska på Privata sjukhemmet
- Carl Ericson - kontorsvaktmästaren
- Hans Schröder - kontorspojken
- Arne Danielsson - stand-in för Max Hansen när båda bröderna samtidigt är i bild

## Musik i filmen
- Ska' vi inte lägga bort titlarna?, musik Kai Normann Andersen, text Harry K. Verts, sång Max Hansen
- Souvenir de Paris, musik Kai Normann Andersen, text Harry K. Verts, sång Max Hansen
- Ungerska rapsodier. Nr 2, ciss-moll, musik Franz Liszt, instrumental
- Åh, Ingeborg, musik Kai Normann Andersen, text Harry K. Verts, sång Max Hansen